# Juan Carlos Portillo
Juan Carlos Portillo Leal (31 dicembre 1991) è un calciatore salvadoregno, centrocampista dell'Alianza e della nazionale salvadoregna.

## Caratteristiche tecniche
È un esterno sinistro.

## Carriera

### Club
Ha cominciato a giocare alla Juventud Olímpica. Nel 2015 viene acquistato dall'Alianza.

### Nazionale
Ha debuttato in nazionale il 28 maggio 2016, in Perù-El Salvador (3-1), subentrando ad Alexander Larín al minuto 74. Ha messo a segno la sua prima rete con la maglia della nazionale il 15 ottobre 2019, in Saint Lucia-El Salvador (0-2), in cui ha siglato la rete del definitivo 0-2 al minuto 88. Ha partecipato, con la nazionale, alla CONCACAF Gold Cup 2019.

## Palmarès

### Club

#### Competizioni nazionali
- Campionato di calcio di El Salvador: 2

Alianza: 2015-2016, 2017-2018